# Diapetimorpha unilineata
Diapetimorpha unilineata är en stekelart som först beskrevs av Cameron 1911.  Diapetimorpha unilineata ingår i släktet Diapetimorpha och familjen brokparasitsteklar. Inga underarter finns listade i Catalogue of Life.